# Janise Yntema
Janise Yntema est une  artiste peintre américaine, née le 29 mars 1962 dans le New Jersey, aux États-Unis.

## Biographie
Janise Yntema est née en 1962 dans le New Jersey. Elle fréquente l'Institut St John the Divine. Yntema a étudié à l'Art Students League of New York en 1979. De 1980 à 1984, elle étudie à la Parsons The New School for Design, où elle obtient son diplôme en beaux-arts,. En 2020, elle  obtient un Master of Arts de l'École d'histoire et de culture de Paris, Université du Kent avec une thèse intitulée ECO-ACTIVISME: Framing the Geopolitics of Paysage contemporain et sa représentation.

## Techniques
Ses peintures sont créées à partir de nombreuses couches d'applications translucides de cire pigmentée qui sont fusionnées avec un chalumeau pour créer une surface lisse et brillante semblable à la peau. Yntema a travaillé la poussière de marbre, l'aluminium, la poudre de fer, le bois et la cire. Elle a déclaré en 1996 que son œuvre « fait référence à la figuration et au paysage, mais est abstraite et abrégée pour englober l'intensité initiale du geste physique. ».
En 1991, Yntema a édité Portrait of a Mile Square City: Histoires de Hoboken, photos de David Plakke. Yntema vit et travaille à Bruxelles, Belgique.

### Des expositions
Yntema a participé à plus de 60 expositions collectives et a eu des expositions personnelles à New York, Londres, Amsterdam et Bruxelles. Certaines de ses expositions notables sont :
- 1993 - Exposition, AIR Gallery, New York City, NY [1].
- 1994 - Williams Center for the Arts, Rutherford, New Jersey [6]
- 1994 - La décennie définitive - Aljira, un centre d'art contemporain, Newark, NJ [1]
- 1995 - New Jersey Arts Annual 1995 Beaux-Arts - Morris Museum, Morristown, NJ [1]
- 1995 - Exposition de City Without Walls - City Without Walls (cWOW Gallery), Newark, NJ [1]
- 1995 - Peintures et constructions, exposition personnelle - AIR Gallery, New York City, NY [1]
- 1996 - Diaporama de son travail, Westfield Community Room, Westfield, New Jersey[2].
- 1997 - Travail récent, exposition personnelle - AIR Gallery, New York City, NY [1]
- 1997 - Techniques mixtes, Simon Gallery, New York [7]
- 1998 - Techniques mixtes, Simon Gallery, New York [8]
- 2010 - Fahrenheit 180: Une exposition collective, Ann Street Gallery, Newburgh, NY [5].
- 2011 - Exposition personnelle d'hiver - Galerie Josine Bokhoven, Amsterdam [1]
- 2012 - Beth Namenwirth & Janise Yntema - Galerie Josine Bokhoven, Amsterdam [1]
- 2014 - Gothic Light - Libre Choix Cabinet Artistique, Bruxelles [1]
- 2015 - La température de la lumière, Université Kean, Galerie Nancy Dryfoos, Union, New Jersey [9]
- 2016 - Le Paysage Tranquille, Galerie Marie Demange, Bruxelles, Belgique
- 2017 - Perception de la profondeur, Cape Cod Museum of Art, Dennis, MA
- 2018 - Truc Troc, BOZAR Palais des Beaux-Arts, Bruxelles, Belgique
- 2019 - Praeter Terram, The Green Door Gallery, Bruxelles
- 2019 - Sense of Place: Landscape and Identity, Cadogan Contemporary, Londres, Royaume-Uni
- 2020 - Paysage réaliste et lyrique, The Scottish Gallery, Édimbourg

### Collections
Le travail d'Yntema est inclus dans les collections permanentes des institutions suivantes :
 
- Amherst College, Amherst, MA
- Art Institute of Chicago, Chicago, IL
- Brooklyn Museum of Art, Library Collections, Brooklyn, NY
- Carnegie Institute Museum of Art, Pittsburgh, PA
- Cincinnati Museum of Art, Cincinnati, OH
- Fred Jones Jr. Museum of Art, Norman, OK
- Gutenberg Museum, Mainz, Germany
- Metropolitan Museum of Art, New York NY
- Milwaukee Arts Museum, Milwaukee, WI
- Museum of Modern Art, Library Collections, New York, NY
- National Museum for Women in the Arts, Washington, D.C.
- Provincetown Art Association and Museum, Provincetown, MA
- Stedelijk Museum, Amsterdam, The Netherlands
- Yale University Art Gallery, New Haven, CT